# Тиберий Семпроний Гракх (консул 238 года до н. э.)
Тиберий Семпроний Гракх (лат. Tiberius Sempronius Gracchus) — римский военачальник и политический деятель из плебейского рода Семпрониев, консул 238 года до н. э. Во время своего консулата завоевал остров Сардиния.

## Происхождение
Тиберий Семпроний принадлежал к плебейскому роду Семпрониев, впервые упоминающемуся в консульских фастах под 304 годом до н. э. Когномен Гракх либо имеет этрусское происхождение, либо восходит к латинскому graculus (галка). Тиберий Семпроний является первым носителем этого родового прозвища из тех, кто упоминается в сохранившихся источниках. Его отец и дед носили преномены Тиберий и Гай соответственно.

## Биография
Тиберий Семпроний впервые упоминается в источниках в связи с событиями 246 года до н. э., когда он был плебейским эдилом. Тогда произошёл скандальный инцидент: патрицианка Клавдия Квинта, сестра Публия Клавдия Пульхра, виновника крупного морского поражения во время Первой Пунической войны, попав в давку на одной из римских улиц, во всеуслышание заявила: «О, пусть оживёт мой брат и поведёт другой флот на Сицилию и погубит эту толпу, так жестоко затолкавшую меня, несчастную!» Гракх и его коллега Гай Фунданий Фундул привлекли Клавдию к суду за эти слова, обвинив её в оскорблении римского народа, и приговорили к крупному штрафу в 25 тысяч монет в слитках. На эти деньги Тиберий Семпроний начал строительство храма Либерта на Авентинском холме в Риме.
В 238 году до н. э. Гракх занимал должность консула вместе с патрицием Публием Валерием Фальтоном. Существует предположение, что именно консулы этого года впервые в истории Рима воевали с лигурами. Тогда же карфагенский гарнизон Сардинии, ранее поднявший мятеж против центрального правительства, попросил римлян о помощи. Тиберий Семпроний возглавил армию, которая высадилась на острове и взяла его под свой контроль; карфагеняне начали военные приготовления, чтобы отбить Сардинию, но в ответ Рим объявил войну. В результате Карфаген смирился с потерей острова. С этого момента Сардиния была провинцией Рима.
Павел Орозий относит к консульскому году Гракха и Фальтона войну с фалисками, народом, жившим на юго-востоке Этрурии: по его данным, «в той войне было убито 15 тысяч фалисков». Евтропий датирует эти события 241 годом до н. э.

## Потомки
У Тиберия Семпрония было двое сыновей. Один из них, того же имени, дважды был консулом (215 и 213 гг. до н. э.); второй, Публий Семпроний Гракх, в источниках практически не упоминается; возможно, он погиб во Второй Пунической войне. Через Публия Тиберий Семпроний является прадедом братьев Гракхов.